# Comuna Bereznîkî, Iemilciîne
Bereznîkî (în ucraineană Березниківська сільська рада) este o comună în raionul Iemilciîne, regiunea Jîtomîr, Ucraina, formată din satele Adamove, Bereznîkî (reședința) și Sîtne.

## Demografie
Componența lingvistică a comunei Bereznîkî
     Ucraineană (99,58%)
     Alte limbi (0,42%)
Conform recensământului din 2001, majoritatea populației comunei Bereznîkî era vorbitoare de ucraineană (99,58%), existând în minoritate și vorbitori de alte limbi.